# So kämpfet nur, ihr muntern Töne
So kämpfet nur, ihr muntern Töne (in tedesco, "Così combattete, suoni vivaci") BWV Anh 10 è una cantata di Johann Sebastian Bach.

## Storia
Pochissimo si sa di questa cantata. Venne composta per festeggiare il compleanno del conte Joachim Friedrich von Flemming e fu eseguita per la prima volta il 25 agosto 1731 a Lipsia. Il testo della cantata, suddivisa in cinque movimenti, è di Philip Ambrose. La musica, purtroppo, è andata interamente perduta.